# Fara (cognome)
Fara è un cognome di lingua italiana.

## Origine e diffusione
Si attestano differenti ipotesi circa l'origine del cognome; Il termine “fara” compare in diversi nomi propri germanici come Burgundofara, Faroaldo e Faramondo, dove indicava un “insediamento” o una “spedizione”. Questo elemento etimologico è sopravvissuto anche in vari toponimi italiani, come Fara in Sabina o Fara Gera d’Adda, suggerendo che il cognome possa essersi originato anche come indicazione geografica, attribuito a chi proveniva da uno di questi luoghi.
La diffusione del cognome potrebbe essere legata anche alla figura di Santa Fara, venerata in Sicilia e in particolare a Cinisi.
In Italia vi sono ci sono circa 620 famiglie con questo cognome, diffuse prevalentemente in Sardegna, in particolare nelle province di Cagliari, Nuoro e Sassari. Altre presenze rilevanti si trovano in Piemonte (soprattutto ad Alessandria).